# Fred Durst
Fred Durst (født 20. august 1970) er en amerikansk musiker og filminstruktør, mest kendt som forsanger i bandet Limp Bizkit. Han har også spillet sig selv i en amerikansk komedie film Zoolander og er i øvrigt nævnt i Eminems hiphop-sang "The Real Slim Shady".